# Hillerødsholm

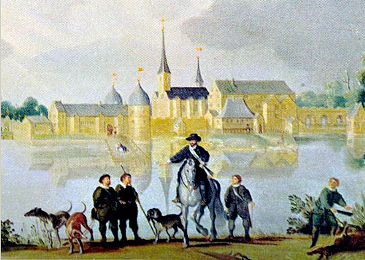
Hillerødsholm omkring 1584

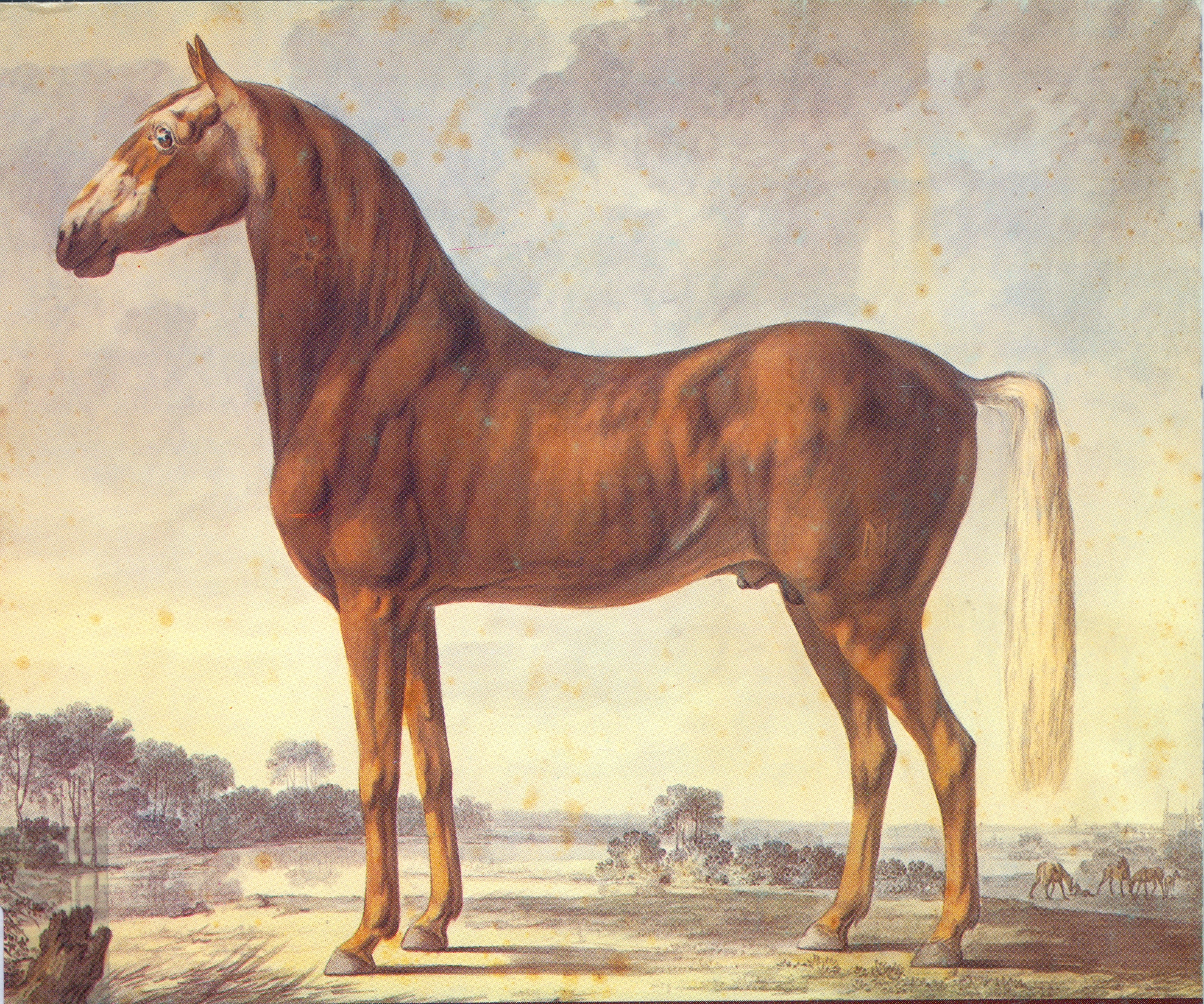
Frederiksborgarehingsten Beaver, född 1821. På halsen finns Frederiksborgs stuteris märke, en bekrönad stjärna. Färglagd teckning av Christian David Gebauer, troligen omkring 1830.

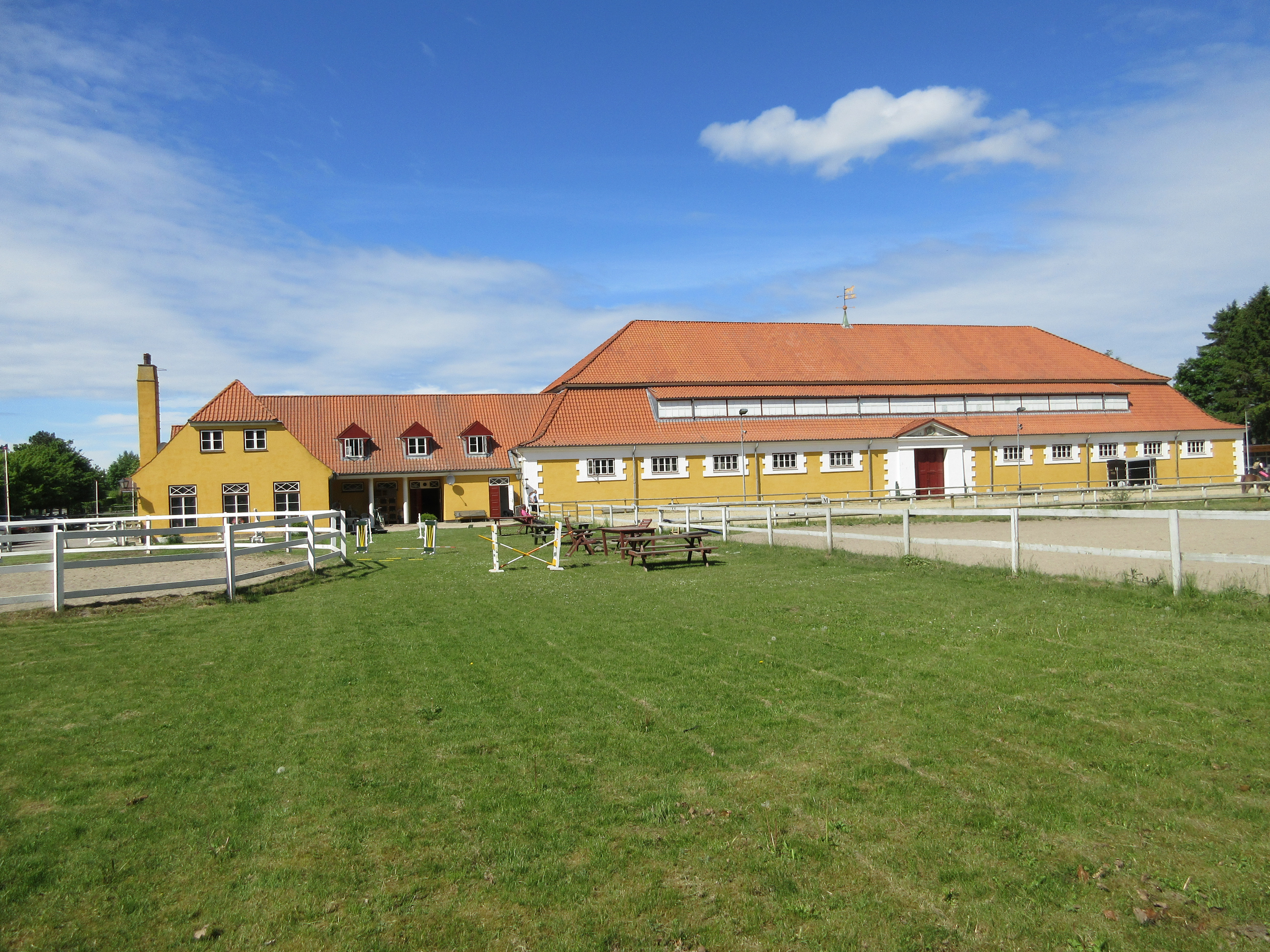
Det tidigare ridhuset på Hillerødsholms stuteri, numera Hørsholm Rideklubs ridhus i Hørsholm

Hillerødsholm var en kungsgård, och under en period ett jaktslott, i Hillerød på norra Själland i Danmark.

## Kungsgård och jaktslott
Hillerødsholm har rötter från 1200-talet, då den var en kungsgård.
Kung Fredrik II förvärvade 1560 Hillerødsholm av Herluf Trolle och uppförde där jaktslottet Hillerødsholm, som så småningom blev det permanenta Frederiksborgs slott. På tre holmar i den lilla Slotsøen anlades flera byggnader, och på ömse sidor om den långa infarten till stenbryggan byggdes stall- och tjänstefolksbyggnader. 
Fredrik II:s son och efterföljare kung Kristian IV lät riva slottets huvudbyggnad och uppförde mellan 1602 och 1620 det nuvarande slottet efter ritningar av nederländska stenmästare, bland andra Hans van Steenwinckel den yngre. Detta blev den danska kungens sommarslott och den plats där danska kungar kröntes fram till 1840.

## Stuteri och mejeri
Kristian IV beslöt också att stället skulle vara centrum för de danska kungarnas hästavel. Stuteriets hästar i norra Själland hade dessförinnan sedan reformationen 1536 och indragandet av Esrums kloster till kronan, varit stallade på Esrum. Frederiksborgs stuteri fick tidigt ett gott rykte och på 1580-talet exporterades ston till den spanske kungen Filip II. Det byggdes 1599 ett stall för 300 hästar vid lustslottet Sparepenge på andra sidan den lilla Slotsøen. År 1610 blev Esrum åter centrum för stuteriet, men på Frederiksborg fanns också två stuterier för inridning. 
På Frederiksborgs stuteri avlades också fram den framgångsrika danska hästrasen Frederiksborgare. Från 1717 förlades åter centrum för avelsarbetet till Frederiksborg, från 1720 i "Lille Ladugård" nära slottet. 
Första delen av 1700-talet var höjdpunkten i stuteriets verksamhet. Åren 1740–1745, beordrade kung Kristian VI att det skulle uppföras ett byggnadskomplex för stallar, administrationsbyggnad och bostadshus, med namnet "Frederiksborgs Ladugård". Arkitekt var Laurids de Thurah. Byggnaden har fyra gula längor, täckta med nedåtrundade röda tak. För stuteriets funktion var det nödvändigt att också bygga ett ridhus. Detta löstes genom att de Thurahs "brede stall" byggdes om med utnyttjande av stenväggarna, innanför vilka restes ett ridhus med ett praktfullt tunnvalv över manegen, med ett exteriört mansardtak. Ridhuset färdigställdes 1817.
Kring sekelskiftet 1900 fanns på Hillerødsholms gård både stuteri och mejeri. Stuteriet lades slutligt ned på 1930-talet. Mejeriet hade en egen butik på Slotsgade 1. 
Hillerødsholms gård låg på det nuvarande Hillerødsholmsallé 5 strax väster om Slotsøen.

## Ridhuset
Efter nedläggningen av stuteriet revs byggnaderna 1936–1937, med undantag av ridhuset. Det köptes och flyttades för Hørsholm Rideklubs räkning till Folehaven i Hørsholm.